# Austin Film Critics Association Awards 2012
8. ročník předávání cen asociace Austin Film Critics Association se konal 18. prosince 2012.

## Nejlepších deset filmů
1. 30 minut po půlnoci
2. Argo
3. Až vyjde měsíc
4. Nespoutaný Django
5. Atlas mraků
6. Holy Motors
7. Divoká stvoření jižních krajin
8. Mistr
9. Terapie láskou
10. Looper

## Vítězové
- Nejlepší režisér: Paul Thomas Anderson – Mistr
- Nejlepší původní scénář: Rian Johnson – Looper
- Nejlepší adaptovaný scénář: Tony Kushner – Lincoln
- Nejlepší herec v hlavní roli: Joaquin Phoenix – Mistr
- Nejlepší herečka v hlavní roli: Jennifer Lawrenceová – Terapie láskou
- Nejlepší herec ve vedlejší roli: Christoph Waltz – Nespoutaný Django
- Nejlepší herečka ve vedlejší roli: Anne Hathawayová – Bídníci
- Nejlepší animovaný film: Raubíř Ralf
- Nejlepší cizojazyčný film: Holy Motors (Francie)
- Nejlepší dokument: Podvodník
- Nejlepší kamera: Mihai Mălaimare Jr. – Mistr
- Nejlepší původní zvuk: Reinhold Heil, Johnny Klimek a Tom Tykwer – Atlas mraků
- Nejlepší první film: Benh Zeiltin – Divoká stvoření jižních krajin
- Objev roku: Quvenzhané Wallis – Divoká stvoření jižních krajin
- Austin Film Award: Richard Linklater – Bernie
- Speciální ocenění: Matthew McConaughey